# Фрея
Фрея или Фрейя (на старонорвежки: Freyja) е богинята на любовта, плодовитостта, щастието и пролетта в скандинавската митология. Тя е най-красивата и дружелюбна сред богините в Асгард. Обича музиката, пролетта и цветята и харесва елфите и феите.
Като дъщеря на морския бог Ньорд, Фрея била една сред първите богини – Вани. Тя била сестра-близначка на бог Фрейр. Сгодила се за тайнственото божество Од – предполага се, че това бил самият Один, превъплътен – който изчезнал мистериозно. Докато скърбяла за загубата му, сълзите ѝ се превръщали в злато и кехлибар (янтар). Фрея заедно с Один разпределяла падналите в бой герои – половината за нея, а другата половина за двореца на Один – Валхала.

## Етимология
Името Фрея (на старонорвежки: Freyja) означавало „дама“, „господарка“. В съвременните езици то преминало във Frue (датски), Fru (шведски), Frau (немски), Vrouw (холандски).
Името на Фрея е заимствано и в английската дума – „friday“ – петък – „денят на Фрея“.
Фрея би могла да се разглежда като еквивалент на богинята Венера заради красотата ѝ, но също така и на богинята Минерва заради воинските ѝ качества.

## Символи и атрибути
Фрея разполагала с няколко вълшебни атрибута: огърлица наречена Бризингамен, мантия от птичи пера и колесница теглена от две котки.
Огърлицата Бризингамен била изработена от злато и кехлибар. Фрея я придобила след като преспала с четири джуджета. Когато я слагала, никой не можел да устои на чара ѝ. Освен това огърлицата притежавала свойството да подпомага на бойното поле тази войска, на която симпатизирала Фрея.
Мантията от пера от сокол ѝ позволявала да се превръща в сокол и да лети между световете. А колесницата била теглена от две огромни котки, които подобно на вълците на Один били свещени.
Освен това Фрея имала и боен глиган Хилдесвини, който в действителност бил преобразеният ѝ любовник Отар.